# Ширяевка (Гордеевский район)
Ширя́евка (Шираевка) — село в Гордеевском районе Брянской области, в составе  Рудневоробьёвского сельского поселения. Расположено в 13 км к северу от Гордеевки и в 3 км от границы с Белоруссией. Население — 232 человека (2010).

## История
Основано в середине XVIII века здешними землевладельцами Шираями как слобода (также называлась Лемешовка); в их же владении оставалась и в последующем, казачьего населения здесь не было. В 1770 году на средства Шираев был построен деревянный храм Покрова Богородицы (закрыт в 1928, не сохранился).
По описанию 1781 года,
Село Шираевка, она ж и Лемешовка, владения умершего бунчукового товарища Данилы Ширая жены Елены Шираевой с наследниками. (...) Положение имеет на просёлочной дороге, в чёрном, прозрачном бору, при пахотном высоком поле, на ровном месте, вокруг сухой лощины. В сем селе: церковь деревянная одна, приезжий владельческий двор, в нём дом, светлица с комнатою и напротив пекарня. Обывателей: поп 1, церковник 1, посполитых 50 дворов, в них хат 58, бездворных 3.
До 1781 года село входило в Новоместскую сотню Стародубского полка; с 1782 по 1921 в Суражском уезде (с 1861 — в составе Буднянской (Струговобудской) волости); в 1921—1929 в Клинцовском уезде (Струговобудская, с 1924 Гордеевская волость). С 1929 в Гордеевском районе, а в период его временного расформирования (1963—1985) — в Клинцовском районе. До 1960 являлось центром Ширяевского сельсовета; в 1960—1986 в Рудневоробьевском, в 1986—2005 в Староновицком сельсовете.
В селе имеется отделение связи, сельская библиотека.

## Население
|               | 1767 | 1859 | 1897 | 1901 | 1926 | 1979 | 1989 | 1999 | 2002 | 2010 |
| ------------- | ---- | ---- | ---- | ---- | ---- | ---- | ---- | ---- | ---- | ---- |
| Число жителей | 443  | 708  | 867  | 1160 | 1116 | 505  | 350  | 274  | 270  | 232  |

## Улицы села
- Антоновская улица
- Дорожная улица
- Дорожный переулок
- Лесная улица
- Новая улица
- Озёрная улица
- Озёрный переулок